# Betlehemskyrkan, Göteborg
Betlehemskyrkan eller Betlehemskyrkans församling är en församling inom Equmeniakyrkan med kyrkobyggnad på Vasagatan i centrala Göteborg. Utöver gudstjänstliv och diakonalt arbete har församlingen omfattande barn- och musikverksamhet. Församlingen har tillsammans ca 770 medlemmar, i Betlehemskyrkan på Vasagatan, i Mariakyrkan i Hammarkullen och i Rosa Huset i Lövgärdet.

## Kyrkobyggnaden

### Föregångaren

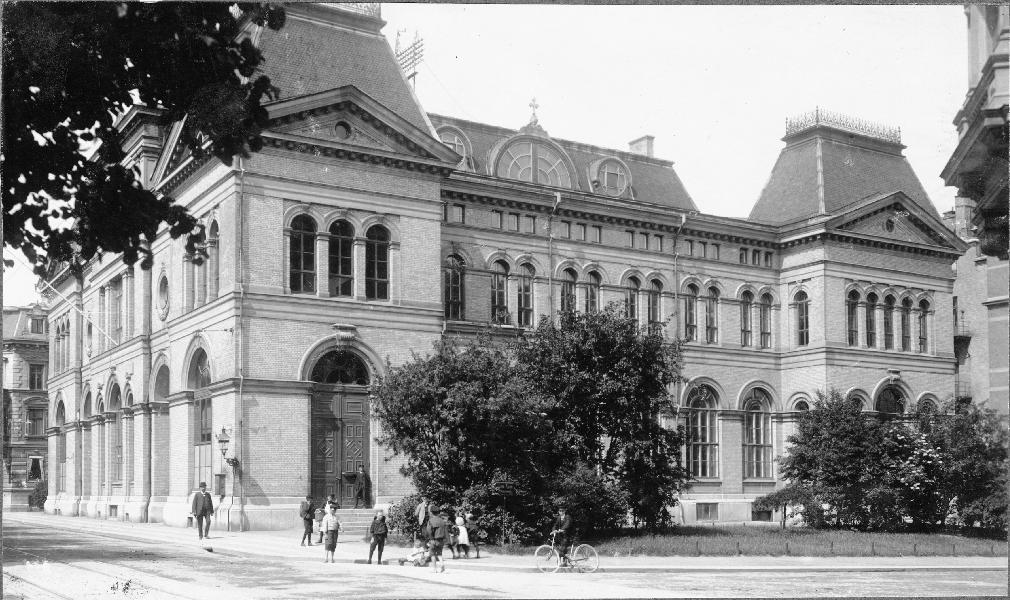
Föregångaren fotograferad 1906

Föregångaren till dagens Betlehemskyrka stod klar 1881 enligt Johan August Westerbergs ritningar och var länge Göteborgs största samlingslokal. Den revs 1966 för att ge plats åt dagens byggnad.

### Den nuvarande kyrkan
Betlehemskyrkan uppfördes 1963-1966 efter ritningar av arkitekt Johannes Olivegren. Byggnaden innehåller kyrksal, församlingslokaler, ungdomsgården Vasagården och seniorboendet Vasahemmet. Dessutom finns bostadslägenheter, kontor, butiker samt ett stort garage.
Den är uppförd i rött tegel och integrerad i ett stort kvarter. Kyrkorummet är kvadratiskt med tegelväggar. 
Den nuvarande byggnaden rymmer max 800 personer i den stora kyrksalen.

## Bilder

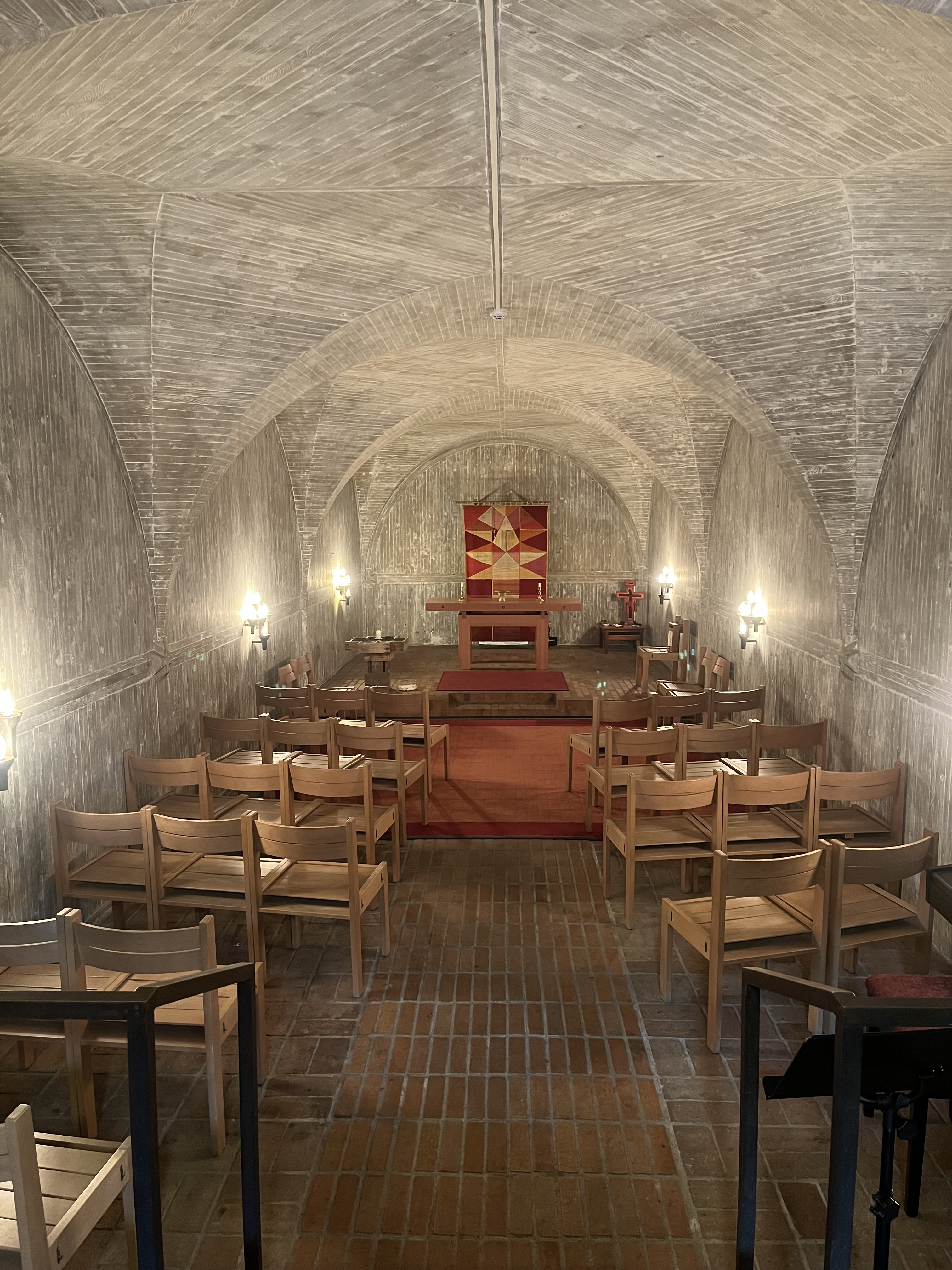
Kapellet
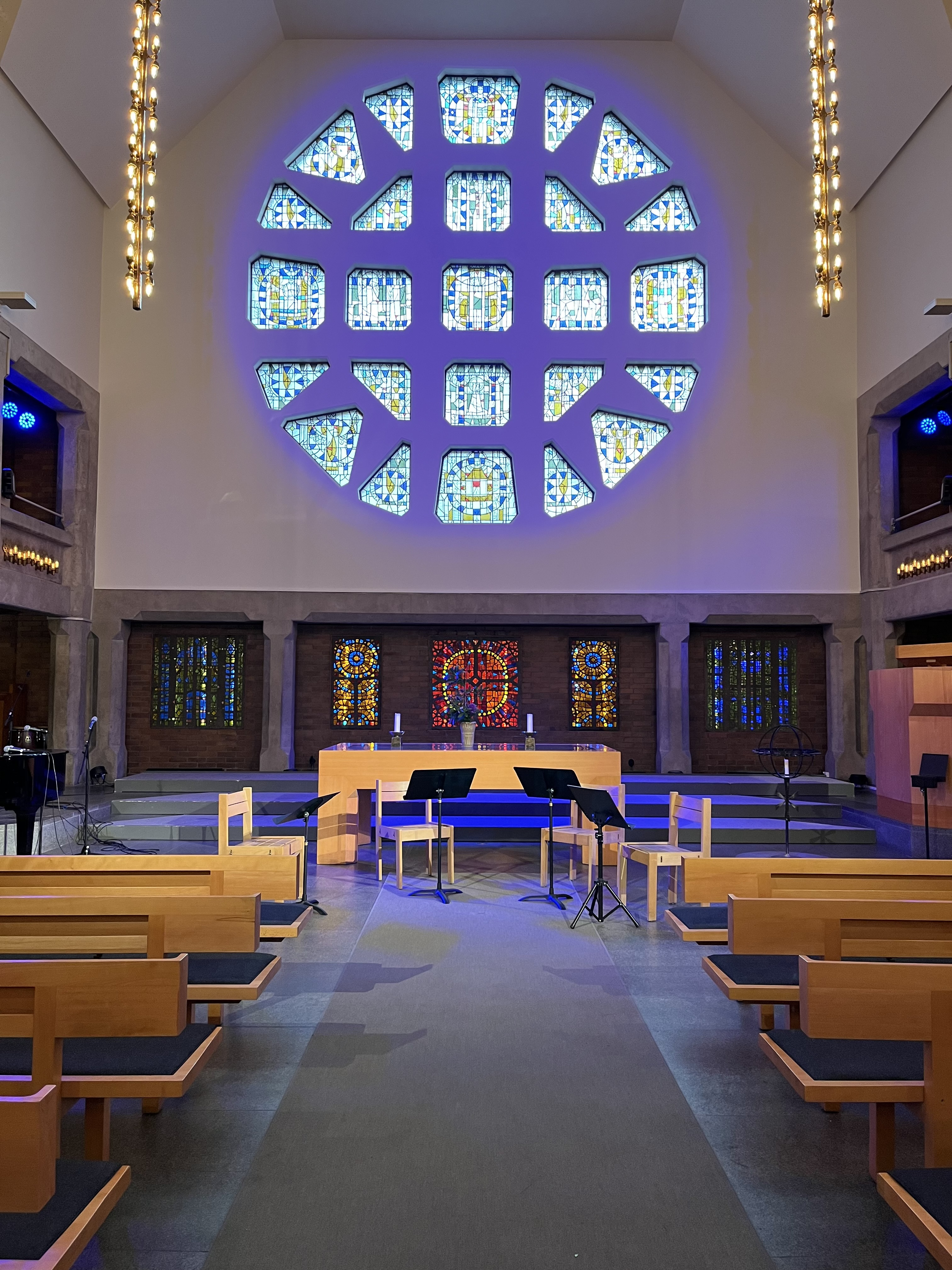
Kyrksalen

## Historia

### Viktiga årtal
1861 - Evangeliska Lutherska Missionsföreningen i Göteborg bildas. Samlingar hålls i Pustervikssalen på Brogatan 2
1881 - Församlingens första kyrka invigs, Gamla Betlehemskyrkan.
1937 - Missionsföreningen byter namn till Betlehemskyrkans Missionsförsamling.
1966 - Nya Betlehemskyrkan invigs.
2011 - Betlehemskyrkans Missionsförsamling går med i Equmeniakyrkan (arbetsnamn Gemensam Framtid).

## Diskografi
- Alleluya sing to Jesus / Åström, Evert, orgel. LP. Kompass Lpn 7602. 1976.
- Läsarsång och kyrkoton / Nyström, Kaj, orgel. Sirius Silp 821. 1981.